# Frankrikes damlandslag i handboll

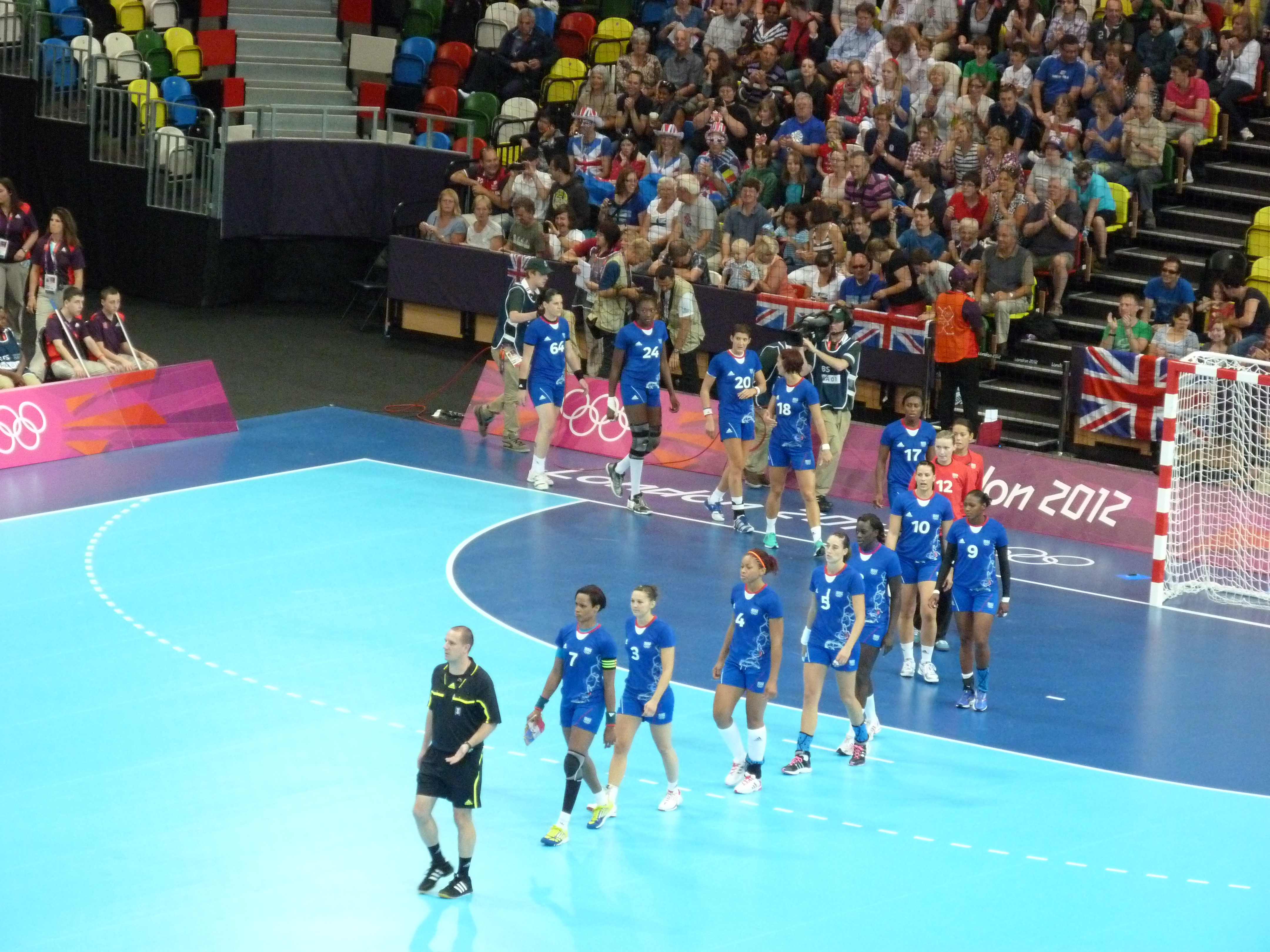
Frankrikes trupp inför en match mot Sverige, vid OS 2012 i London.

Frankrikes damlandslag i handboll (franska: Équipe de France féminine de handball) representerar Frankrike i handboll på damsidan. Laget tog en plats i världseliten 1999.

## Historia
Fransk damhandboll tillhörde inte världseliten och kvalificerade sig sällan till mästerskap. Inför VM 1990 spelade man B VM 1989 och kom två efter att förlorat finalen mot Sverige. I VM 1990 kom man på fjortonde plats. Under 1990-talet blev handbollen mera professionell i franska damklubbar och istället för att träna ett par timmar två gånger i veckan blev det träning de flesta dagarna i veckan. Det var denna utveckling som lade grunden till att landet etablerade sig i världstoppen under 1990-talet.
Sedan den franske landslagstränaren Olivier Krumbholz, anställdes 1999, har han lyckats leda det franska damlandslaget till den absoluta världstoppen, med ett flertal medaljer vid mästerskap.

### Första succén
Den första medaljen tog Krumbholz och fransyskorna med silvret vid VM 1999 i Norge och Danmark. Bland de största resultaten under Krumzholz, har man vunnit två guldmedaljer vid VM, vid VM 2003 i Kroatien och först fjorton år senare i VM 2017 i Tyskland. Man vann också silver vid Sommer-OS 2016 i Rio de Janeiro, efter ett nederlag till Ryssland i finalen. Men man var också i final i VM 2009 och 2011. År 2013 valde det franska handbollsförbundet att avsätta Krumbholz, efter 16 år som landstränare. Orsaken var det dåliga resultatet vid sommar-OS 2012 i London, då man blev utslagna av Montenegro i kvartsfinalen. Ersättaren Alain Portes lyckade inte alls med laget och efter tre mästerskap med sjätte och sjundeplats vid VM 2013 och 2015 avskedades Alain Portes.

### Krumbholz tillbaka
I januari 2016, valde man att återanställa Olivier Krumbholz som förbundskapten. Frankrike kvalificerade sig till sommar-OS 2016 i Rio de Janeiro. Och nu tog laget sig till final och vann silvermedaljerna. Och bara fyra månader senare vid EM 2016 i Sverige, fick man brons, efter seger över Danmark i bronsmatchen.

### Medaljregn
Succén för laget fortsatte med guldmedalj vid VM 2017 i Tyskland, efter finalseger över storfavoriterna från Norge. År 2018, spelade laget EM på hemmabana, och levde upp till favoritrollen och vann sitt första EM-guld genom finalseger över Ryssland, med siffrorna 24-21. Året efter vid VM 2019 i Japan, blev man utslagna allaredan i den inledande gruppen. Man hade kvalificerat sig för sommar-OS 2020 i Tokyo, genom EM-guldet 2018.
Laget vann åter silvermedaljer vid EM 2020 i Danmark efter förlust mot Norge i finalen 20-22. Vid sommar-OS 2020 i Tokyo, tog sig Frankrike på nytt till finalen och mötte åter Ryssland i finalen. Den här gången vann fransyskorna finalen, med 30-25, och säkrade sin första OS-guldmedalj i damhandboll. Åter i VM 2021 i Spanien tog Frankrike sig till final genom seger i semifinalen mot Danmark 23-22. I finalen ledde Frankrike med 16-9 i slutet av första halvlek men sen tog Norge över matchen och genom att vinna andra halvlek med 17-6 vann Norge VM-finalen 2021. I VM 2023 vann Frankrike semifinalen över Sverige och sedan även finalen mot Norge och blev världsmästare för tredje gången. I OS 2024 vann Frankrike på nytt över Sverige i semifinalen men förlorade finalen mot Norge. Men det var Frankrikes tredje raka OS-medalj i damhandboll.

## Frankrike i VM
Världsmästarlaget 2003 Joanne Dudziak, Myriame Mohamed Said, Isabelle Ajaguin, Sophie Herbrecht, Estelle Vogein, Stéphanie Cano, Leila Lejeune, Isabelle Wendling, Sandrine Delerce, Myriam Korfanty, Melinda Jacques, Stéphanie Ludwig, Nodjialem Myaro, Valérie Nicolas, Véronique Pecqueux-Rolland, Raphaëlle Tervel.
Förbundskapten: Olivier Krumbholz
Världsmästarlaget 2017 Blandine Dancette, Camille Ayglon, Allison Pineau, Laurisa Landre, Astride N'Gouan, Grâce Zaadi, Amandine Leynaud, Manon Houette, Kalidiatou Niakaté, Cléopâtre Darleux, Siraba Dembélé, Laura Flippes, Orlane Kanor, Béatrice Edwige, Estelle Nze Minko, Gnonsiane Niombla, Alexandra Lacrabère.
Förbundskapten: Olivier Krumbholz.
Världsmästarlaget 2023 Laura Glauser, Méline Nocandy, Alicia Toublanc, Chloé Valentini, Coralie Lassource, Grâce Zaadi, Océane Sercien-Ugolin, Laura Flippes, Orlane Kanor, Tamara Horacek, Déborah Lassource, Pauletta Foppa, Estelle Nze Minko, Oriane Ondono, Camille Depuiset, Lucie Granier, Sarah Bouktit, Léna Grandveau, Hatadou Sako
Förbundskapten: Olivier Krumbholz

## Frankrike i EM
Europamästarna i EM 2018: Laura Glauser, Pauline Coatanea, Camille Ayglon, Allison Pineau, Astride N'Gouan, Grâce Zaadi, Amandine Leynaud, Manon Houette, Kalidiatou Niakaté, Siraba Dembélé, Laura Flippes, Orlane Kanor, Béatrice Edwige, Pauletta Foppa, Estelle Nze Minko, Gnonsiane Niombla, Alexandra Lacrabère

## Frankrike i OS

### 2016 Silvermedaljörer
Laget bestod av Laura Glauser (mv), Camille Ayglon, Allison Pineau, Laurisa Landre (M6), Grâce Zaadi (M9), Marie Prouvensier, Amandine Leynaud (mv) Manon Houette (V6), Siraba Dembélé (V6), Chloé Bulleux, Tamara Horacek, Béatrice Edwige (M6), Estelle Nze Minko, Gnonsiane Niombla, Alexandra Lacrabère (H9) Förbundskapten: Olivier Krumbholz.

### 2020 Guldmedaljörer
Laget bestod av Pauline Coatanea, Blandine Dancette, Cléopâtre Darleux, Béatrice Edwige, Laura Flippes, Pauletta Foppa, Alexandra Lacrabère, Coralie Lassource, Amandine Leynaud, Kalidiatou Niakaté, Méline Nocandy, Estelle Nze Minko, Allison Pineau, Océane Sercien-Ugolin, Chloé Valentini, Grâce Zaadi Förbundskapten: Olivier Krumbholz.

### 2024 Silvermedaljörer
Laura Glauser, Méline Nocandy,, Chloé Valentini. Coralie Lassource, Grâce Zaadi, Cléopatre Darleux. Laura Flippes, Orlane Kanor, Tamara Horacek. Pauletta Foppa, Estelle Nze Minko, Oriane Ondono. Lucie Granier, Sarah Bouktit, Léna Grandveau, Hatadou Sako, Alicia Toublanc

## Meriter
| - 1957 i Jugoslavien: Ej kvalificerade - 1962 i Rumänien: Ej kvalificerade - 1965 i Västtyskland: Ej kvalificerade - 1971 i Nederländerna: Ej kvalificerade - 1973 i Jugoslavien: Ej kvalificerade - 1975 i Sovjetunionen: Ej kvalificerade - 1978 i Tjeckoslovakien: Ej kvalificerade - 1982 i Ungern: Ej kvalificerade - 1986 i Nederländerna: 15:e - 1990 i Sydkorea: 14:e - 1993 i Norge: Ej kvalificerade - 1995 i Österrike och Ungern: Ej kvalificerade - 1997 i Tyskland: 10:a - 1999 i Norge och Danmark: Silver - 2001 i Italien: 5:a - 2003 i Kroatien: Guld - 2005 i Ryssland: 12:a - 2007 i Frankrike: 5:a - 2009 i Kina: Silver - 2011 i Brasilien: Silver - 2013 i Serbien: 6:a - 2015 i Danmark: 7:a - 2017 i Tyskland: Guld - 2019 i Japan: 13:e - 2021 i Spanien: Silver - 2023 i Danmark, Norge & Sverige: Guld | - 1994 i Tyskland: Ej kvalificerade - 1996 i Danmark: Ej kvalificerade - 1998 i Nederländerna: Ej kvalificerade - 2000 i Rumänien: 5:a - 2002 i Danmark: Brons - 2004 i Ungern: 11:a - 2006 i Sverige: Brons - 2008 i Makedonien: 14:e - 2010 i Danmark och Norge: 5:a - 2012 i Serbien: 9:a - 2014 i Kroatien och Ungern: 5:a - 2016 i Sverige: Brons - 2018 i Frankrike: Guld - 2020 i Danmark: Silver - 2022 i Montenegro, Nordmakedonien & Slovenien: 4:a | - 1976 i Montreal: Ej kvalificerade - 1980 i Moskva: Ej kvalificerade - 1984 i Los Angeles: Ej kvalificerade - 1988 i Seoul: Ej kvalificerade - 1992 i Barcelona: Ej kvalificerade - 1996 i Atlanta: Ej kvalificerade - 2000 i Sydney: 6:a - 2004 i Aten: 4:a - 2008 i Peking: 5:a - 2012 i London: 5:a - 2016 i Rio de Janeiro: Silver - 2020 i Tokyo: Guld - 2024 i Paris: Silver |

## Förbundskaptener genom åren
| År        | Namn                                               |
| --------- | -------------------------------------------------- |
| 1967–1977 | Jean-Claude Thomas                                 |
| 1977–1980 | Claude Bayer                                       |
| 1981–1986 | Jean-Paul Martinet                                 |
| 1986–1987 | Christine Carré, Liliane Maurin och Franck Rongeot |
| 1987–1990 | Bernard Boutellier                                 |
| 1991–1997 | Carole Martin                                      |
| 1998–2013 | Olivier Krumbholz                                  |
| 2013–2016 | Alain Portes                                       |
| 2016–     | Olivier Krumbholz                                  |

## Spelare med fler än 100 landskamper i franska landslaget
Totalt antal spelade matcher i officiella landskamper
| Spelare                    | Matcher | Mål  | Period          |
| -------------------------- | ------- | ---- | --------------- |
| Isabelle Wendling          | 338     | 543  | 1993–2008       |
| Véronique Pecqueux-Rolland | 301     | 917  | 1993–2008       |
| Siraba Dembélé             | 291     | 848  | 2006–2021       |
| Allison Pineau             | 273     | 695  | 2007–           |
| Camille Ayglon             | 270     | 550  | 2007–2019       |
| Alexandra Lacrabère        | 256     | 833  | 2006–2021       |
| Amandine Leynaud           | 254     | 3    | 2005–2021       |
| Raphaëlle Tervel           | 249     | 372  | 1998–2012       |
| Valérie Nicolas            | 244     | 0    | 1995–2008       |
| Stéphanie Cano             | 242     | 486  | 1993–2008       |
| Anne Loaëc                 | 219     | 0    | 1983–1998       |
| Nina Kamto Njitam          | 214     | 401  | 2002–2016       |
| Carole Martin              | 208     | ?    | 1972–1987       |
| Paule Baudouin             | 201     | 605  | 2004–2014?      |
| Cléopâtre Darleux          | 200     | 5    | 2008–           |
| Sophie Herbrecht           | 193     | 569  | 2001–2012       |
| Estelle Nze Minko          | 187     | 454  | 2013–           |
| Grace Zaadi                | 184     | 364  | 2013–           |
| Florence Sauval            | 183     | >300 | 1985–1997       |
| Leila Lejeune              | 182     | 751  | 1995–2004       |
| Sandrine Delerce           | 168     | 381  | 1994–2004       |
| Sylvie Lagarrigue          | 167     | ?    | 1981-1989?      |
| Myriam Borg-Korfanty       | 165     | 261  | 1997–2008       |
| Stéphanie Ludwig           | 153     | 320  | 1995-2003/2004? |
| Béatrice Edwige            | 153     | 112  | 2013–           |
| Nodjialem Myaro            | 150     | 499  | 1996–2004       |
| Mariama Signaté            | 147     | 424  | 2004–           |
| Stéphanie Moreau           | 143     | 230  | 1992–2003       |
| Pascale Jacques            | 142     | ?    | 1975-198x       |
| Laura Flippes              | 130     | 259  | 2016            |
| Laura Glauser              | 122     | 1    | 2012-           |
| Marie-Thérèse Bourasseau   | 120     | 0    | 1973?-1987?     |
| Catherine Pibarot          | 119     | ?    | 1989-199x       |
| Blandine Dancette          | 115     | 147  | 2009–           |
| Audrey Deroin              | 112     | 172  | 2008–2014       |
| Gnosiane Niombla           | 108     | 233  | 2013–           |
| Estelle Vogein             | 105     | 151  | 1993–2005       |
| Claudine Mendy             | 102     | 203  | 2009–2013?      |
| Amélie Goudjo              | 101     | 123  | 2005–2014       |

## Franska spelare i All star team
- Nodjialem Myaro mittnia VM 1999
- Melinda Szabó högernia, EM 2000
- Leila Lejeune vänsternia vid VM 2001
- Stéphanie Cano högersexa, EM 2002
- Valérie Nicolas målvakt och MVP VM 2003 målvakt 2007
- Isabelle Wendling mittsexa VM 2003
- Véronique Pecqueux-Rolland mittsexa OS 2000 och 2004
- Mariama Signaté vänsternia VM 2009
- Allison Pineau mittnia, VM 2009 2011 OS 2016
- Alexandra Lacrabere högernia, OS 2016
- Béatrice Edwige försvarare, EM 2016
- Grace Zaadi mittnia, VM 2017 och VM 2021
- Siraba Dembélé vänstersexa, VM 2017
- Amandine Leynaud målvakt, EM 2018[1]
- Estelle Nze Minko MVP EM 2020[2], vänsternia VM 2023, vänsternia OS 2024.
- Pauletta Foppa mittsexa i OS 2020, VM 2021 och EM 2022.
- Coralie Lassource vänstersexa i VM 2021.
- Cléopâtre Darleux målvakt i EM 2022.
- Chloé Valentini vänstersexa i VM 2023.
- Laura Glauser målvakt i VM 2023 och OS 2024.
- Alicia Toublanc högersexa i OS 2024.